# Doug Ohlson
Dough Ohlson (Cherokee, 18 november 1936 - New York, 29 juni 2010) was een Amerikaans abstract kunstenaar.
Ohlson ging na zijn militaire dienst naar de Universiteit van Minnesota, waar hij een diploma in kunst behaalde. Hij verhuisde naar New York, waar hij aan het Hunter College studeerde bij de abstracte beeldhouwer Tony Smith, maar stopte voortijdig met de opleiding, wegens geldgebrek. Hij werkte vervolgens als een assistent van Smith en begon in 1964 zelf les te geven aan het Hunter College.
Het vroege werk van Ohlson was in 1964 te zien in een tentoonstelling van kunsthistoricus E. C. Goossen in het Hudson River Museum onder de titel "8 Young Artists". Hetzelfde jaar was hij ook te zien op een solo-tentoonstelling in de "Fischbach Gallery", de eerste van zeven op deze plaats. Goossen nam werk van Ohlson op in de tentoonstelling "The Art of the Real: 1948-1968" in het Museum of Modern Art, over de ontwikkeling en de geschiedenis van de geometrische kunst in de Verenigde Staten. Kenmerkend aan zijn vroege werken waren de scherp omlijnde geometrische vormen, die voortdurend herhaald werden. Zijn werk uit de jaren 1970 en 1980 werd gekenmerkt door meer onscherpe achtergronden. Zijn later werk was te zien in talrijke solo-tentoonstellingen in de "Gallerie Andre Zarre" en in overzichtstentoonstellingen in Bennington College en Hunter College. Zijn werk maakt deel uit van de collecties van het Brooklyn Museum, the Metropolitan Museum of Art en het Whitney Museum of American Art.